# Bierbauer István
Bierbauer István (Székesfehérvár, 1861. szeptember 17. –‎ Budapest, 1939. február 9.) magyar építész, Borbiró Virgil építész édesapja.

## Élete
A székesfehérvári Szent István Katolikus Gimnáziumban, majd a kalocsai Érseki Főgimnáziumban tanult, és ott érettségizett 1879-ben. A bécsi műegyetemen folytatott tanulmányokat Heinrich von Ferstel mellett. Oklevele megszerzését követően Hauszmann Alajos építész irodájában kezdett el dolgozni. 1890-ban állami szolgálatba lépett, és Nyíregyházán, Kolozsvárt és Nagyenyeden, majd 1893-tól Budapesten működött. Számos középületet, különösen postapalotákat tervezett országszerte. Rövid ideg Alpár Ignác mellett is dolgozott.
Kolbenheyer Viktorral közösen az 1896-os millenniumi ünnepségek kivitelezésért felelő műszaki iroda főmérnöki tisztségét.
Később a Magyar Királyi Posta műszaki főigazgatója is volt, és 1912-ben ő állította fel az első állami tervezőintézetet a posta saját beruházásainak megvalósításához.
Utolsó, és valószínűleg legnagyobb munkája a Hübner Jenővel közösen tervezett Magyar Posta Központi Járműtelep. A hatalmas, és – Bierbauer korábbi eklektikus épületeivel szemben – már modern-art déco jellegű stílusban megalkotott létesítmény manapság is a budapesti postahálózat egyik központi eleme.
Munkásságért a Ferenc József-rend lovagjává választották.
1926-ban vonult nyugalomba. 1931-ben még közreműködött a berlini Bauausstellung Garage kiállításán, ezt követően már csak tudományos, építészettörténeti kutatásokat folytatott. 1939-ben hunyt el 77 éves korában. A Székesfehérvári úgynevezett Hosszútemetőben helyezték nyugalomra.

### Családja

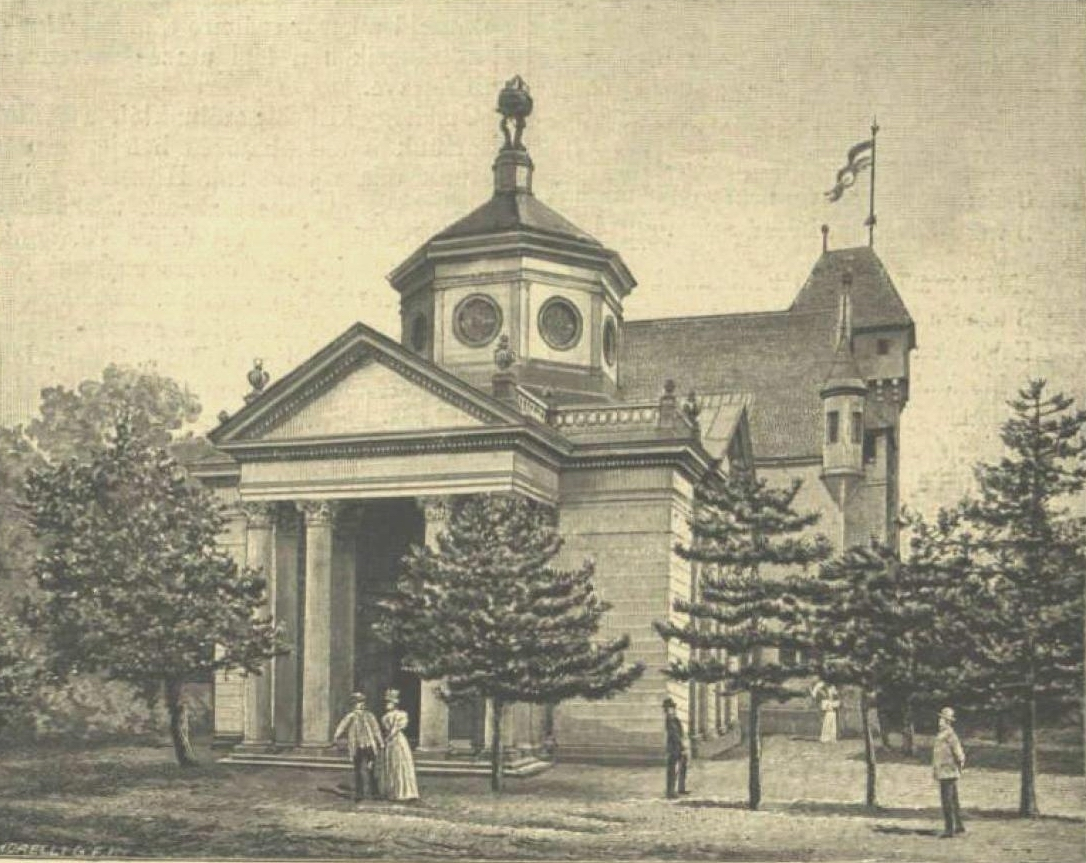
Igazságügyi csarnok az 1896-os millenniumi ünnepségeken, Budapest

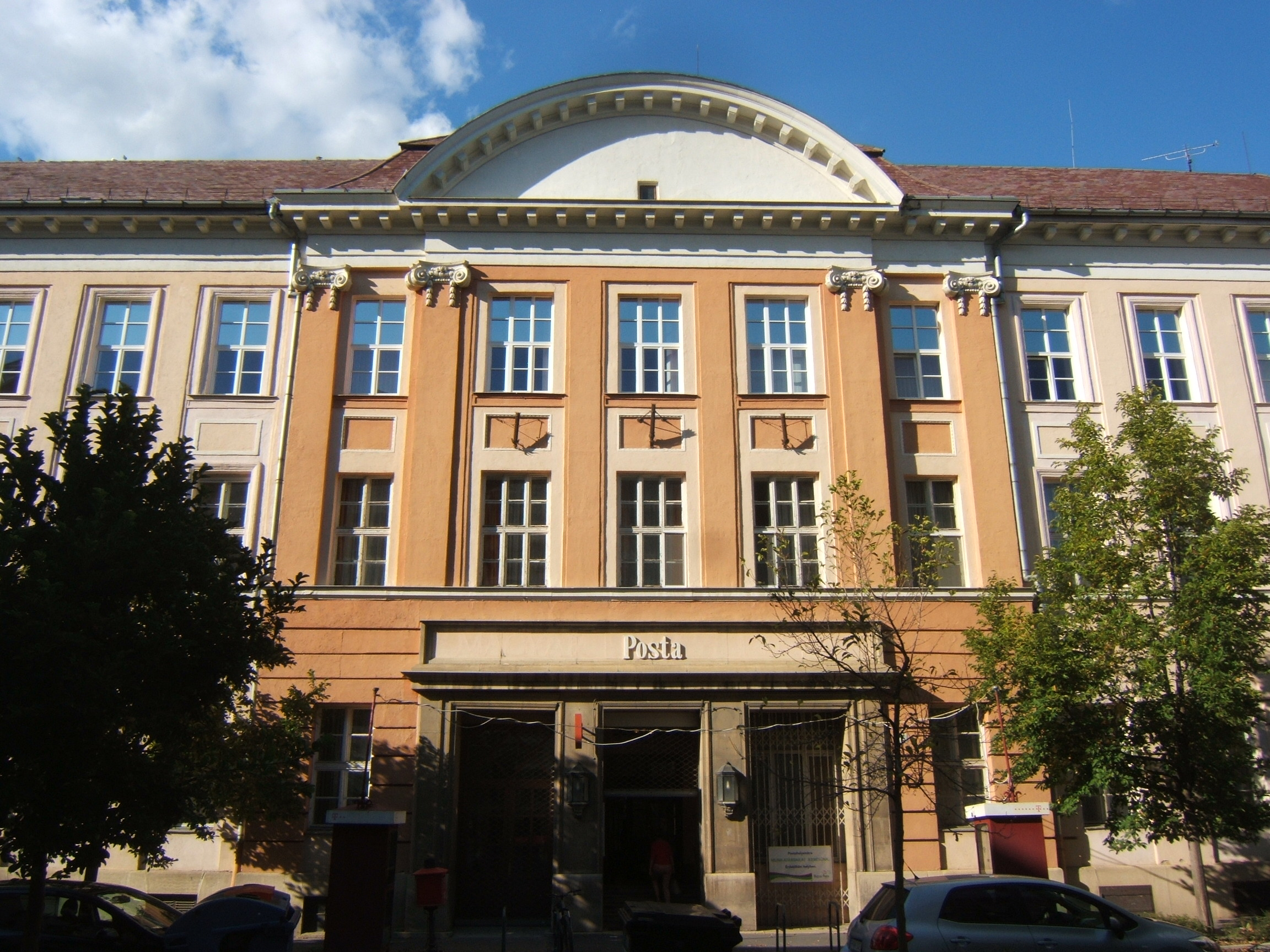
Postapalota, Kaposvár

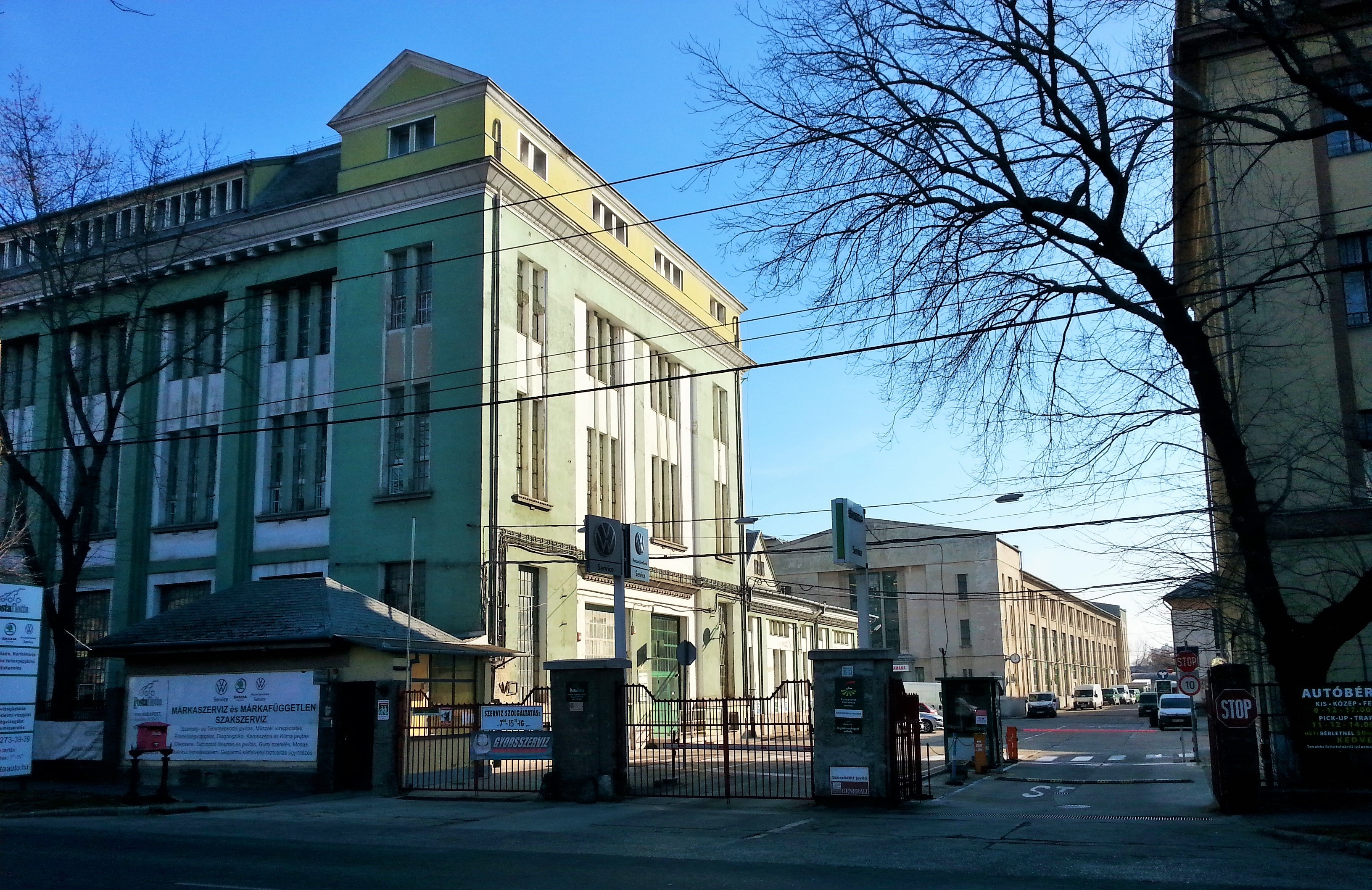
Magyar Posta Központi Járműtelep, Budapest

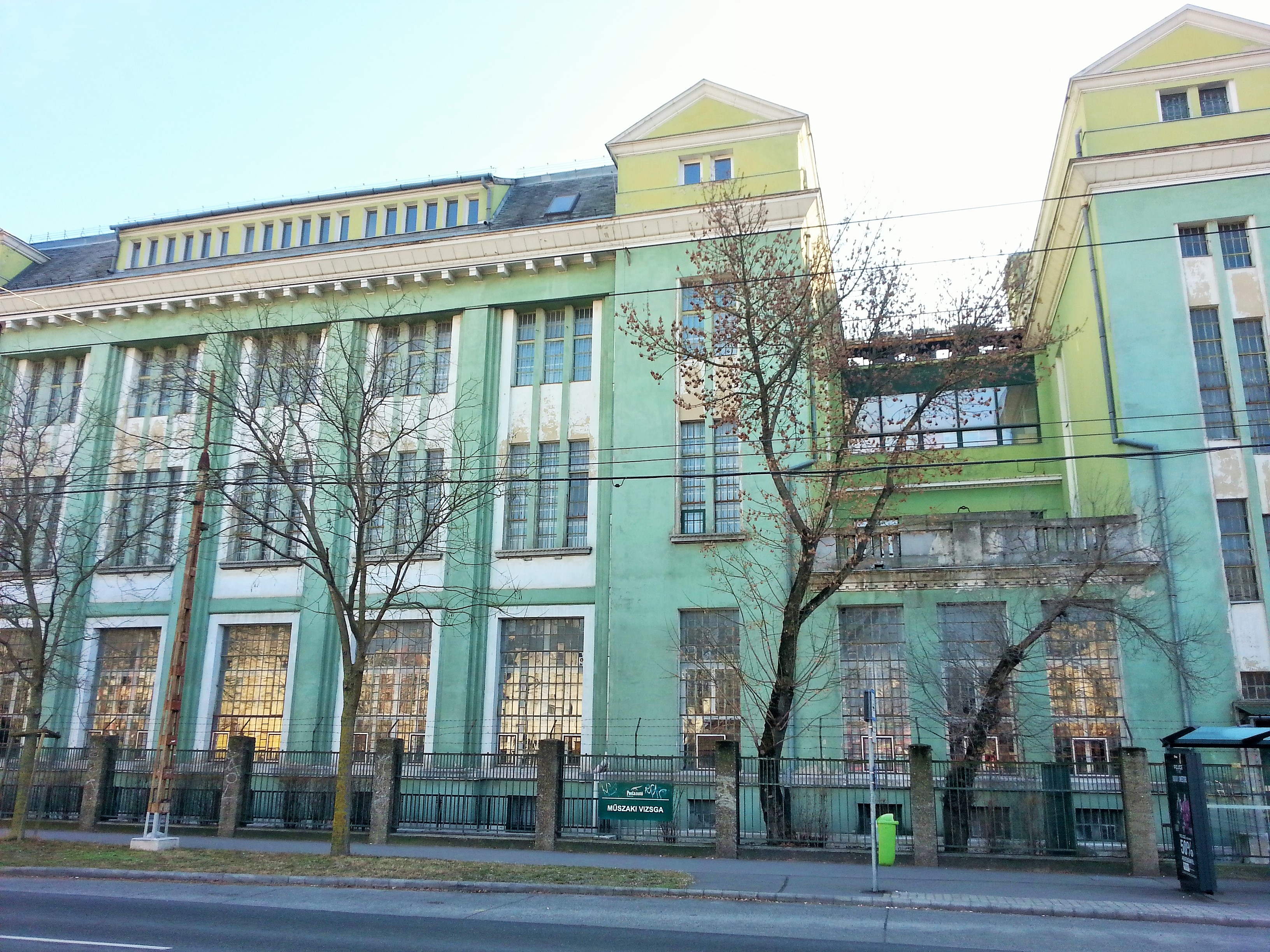
Magyar Posta Központi Járműtelep, Budapest

Édesapja Bierbauer János (1828–1901) kereskedő, fivére Bierbauer Viktor (1855–1918) orvos.
Felesége Seefehlner Margit, Seefehlner Gyula (1847–1906) leánya volt. Gyermekei:
- Bierbauer Virgil (1893–1956) építész, vezetéknevét Borbíróra magyarosította[4]
- Bierbauer Clarisse (1895–1971) tánc- és tornatanárnő[4]

## Ismert épületei
- 1896: Igazságügyi csarnok az 1896-os millenniumi ünnepségeken, Budapest, Városliget (alkalmi épület, később elbontották)[9]
- 1896: A közoktatásügy csarnoka az 1896-os millenniumi ünnepségeken, Budapest, Városliget (alkalmi épület, később elbontották)[10]
- 1906: Bierbauer-villa, Budapest, Rómer Flóris u. 57.[11][12]
- 1909: villa, Budapest, Bimbó u. 45.[4]
- 1909: Posta- és távírdapalota, Szatmárnémeti[4][5][13]
- 1912: villa, Budapest, Tapolcsányi u. 12/a.[4]
- 1912: Postapalota, Eszék[5][14]
- 1913: Posta- és távírdapalota, Salgótarján[15]
- 1910-es évek: Postapalota, Marosvásárhely[5]
- 1910-es évek: Postapalota, Sopron[4]
- 1910-es évek: Postapalota, Temesvár[4]
- 1923/1924–1928: Magyar Posta Központi Járműtelep, Budapest, Egressy út 35-51. (Hübner Jenővel közös munka)[5][16] – a tervek már 1914-re elkészültek[17]
- 1924–1925: Postapalota, Kaposvár, Bajcsy-Zsilinszky utca 15. (Borbiró Virgillel és Müller Pállal közös alkotás)[18][19]

Tervezett épületeket (körülbelül 40-et) a budapesti Wekerletelepre is.
Részt vett Hauszmann Igazságügyi palotájának (Budapest, Kossuth Lajos tér) tervezésében is.

### Tervben maradt épületek
- 1887: Debreceni takarékpénztár bérháza, Debrecen (I. díj)[22]
- 1888: lóvasúti vásárcsarnok (II. díj)[4]
- 1888: festőterem (I. díj)[4]
- 1900: a Budapesti Magyar Királyi Távbeszélő Hálózat Telefonpalotája, Budapest[4]

## Írásai
- Az Országos Szépművészeti Múzeum ismertetése. Budapest: Országos Magyar Szépművészeti Múzeum; Pátria Irodalmi Vállalat és Nyomdai Részvénytársaság nyomása, 1913[23]
- A magyar szerzetes-tanítórendek régi építkezéseiről, Budapest, Stephaneum Nyomda Rt., 1930[24]

## Egyéb irodalom
- (szerk.) Bakos János – Kiss Antalné – Kovács Gergelyné: Postaépítészet Magyarországon, Távközlési Könyvkiadó, Budapest, 1992, ISBN 963-7588-07-8
- Bierbauer István halála In: Építőmesterek Lapja – A Munkaadó, 1939. febr. 16.  (26. évfolyam, 7. szám)